# Centro Olímpico de Desportos de Nanjing
O Centro Olímpico de Desportos de Nanjing ou de Nanquim (Chinês Simplificado: 南京奥林匹克体育中心) localiza-se em Nanjing, na província de Jiangsu, China. Cobre um total de 89.6 hectares, e a área total de construção é de cerca de 401.000 metros quadrados. Foi o principal local para os Jogos Olímpicos de Verão da Juventude de 2014 e para os 10ºs Jogos Nacionais da República Popular da China. O Parque Olímpico inclui um estádio multi-usos de 61.443 lugares, um ginásio com 13.000 lugares sentados, um complexo aquático com os padrões da FINA com capacidade para 4.000 espectadores, um Centro de Tênis com 4.000 lugares, um Centro de Tecnologias da Informação de 23.000 metros quadrados, e muitos outros campos desportivos e recreativos.

## Estádio
O estádio, com um custo estimado de 8.698 milhões de Yuans (111.2 milhões de Euros) e uma área de 136.34 mil metros quadrados, tem uma capacidade de 61.443 lugares. Pode acolher eventos de atletismo, futebol, e muitos outros eventos desportivos e performances de larga escala. Construído no topo de uma estrutura de dupla superfície, os dois arcos vermelhos dão um toque único a este estádio.

## Arena
A área de construção da arena é de cerca de 6 mil metros quadrados, com um pavilhão sub-principal e duas partes do museu, com 13.000 lugares sentados, dos quais alguns, de acordo com as diferentes competições e atividades, precisam de ser demolidos e movidos. Pode acolher eventos de atletismo de pista e campo interiores e ciclismo. Pode ainda acolher performances culturais, exibições e outros grandes eventos.

## Piscina
A piscina está totalmente de acordo com os padrões da FINA, ocupando uma área de cerca de 3 mil de metros quadrados, com 4.000 lugares. Inclui uma piscina de natação, piscina de saltos, piscina de treinos e uma piscina pequena.

## Centro de Tênis
O Centro de Tênis, que ocupa cerca de 4 mil metros quadrados, com 21 padrões requeridos compatíveis com infraestrutura de competição internacional, pode acolher 4.000 espectadores, incluindo uma infraestrutura final para duas das semi-finais para acolher 2.000 pessoas, 14 quadras de jogos ao ar livre e quatro para jogos interiores.

## Centro de Tecnologias da Informação
O edifício do Centro de Tecnologias da Informação, numa área de cerca de 23.000 metros quadrados, é o centro de gestão do Centro de Desportos Olímpico, pode acolher vários tipos de eventos e atividades, press releases, novas entregas e conduta dos serviços de negócio.